# Minnie la candida
Minnie la candida è una commedia teatrale fantastica di Massimo Bontempelli rappresentata per la prima volta a Torino nel dicembre 1928 con la compagnia di Luigi Pirandello.
Bontempelli trasse la commedia dalla propria novella omonima apparsa nel 1924, sviluppandone la forma scenica fra il 1926 e il 1927 su incoraggiamento di Pirandello. Come altre opere di Bontempelli, contiene elementi fantascientifici.
Pubblicata da Comoedia il 20 marzo 1928 e in volume da Mondadori nel 1929, l'opera è considerata un punto chiave del realismo magico teatrale italiano ed è stata citata come una delle storie più originali sulla figura del robot della letteratura italiana.

## Trama
Minnie, ragazza «candida» e visionaria, vive su una terrazza sovrastante una megalopoli dominata da luci pubblicitarie. 
Scopre gradualmente che tutti intorno a lei — dallo zio Skagerrak all'amico Tirreno — sono «automati» mossi da una cieca logica industriale; Minnie rifiuta questo mondo artificiale e tenta di rigenerarlo con la sua innocenza, ma il suo gesto rimane simbolico, sospeso tra fiaba e incubo.

### Riassunto per atti

#### Atto I
Nel tardo pomeriggio d'estate, sulla terrazza–belvedere sovrastante la città, Minnie dialoga con lo zio Skagerrak e con l'amico Tirreno: la ragazza confessa di vedere l'umanità ridotta a «macchine che camminano senza pensiero». Skagerrak rivela di voler sfruttare questa condizione per lanciare grandi insegne luminose che domineranno il cielo notturno; Minnie, turbata, giura di restare "candida" per opporsi all'artificio generale.

#### Atto II
Alla luce dei riflettori cittadini, Skagerrak presenta l'invenzione, un generatore di immagini che trasforma i passanti in sagome pubblicitarie animate. Minnie tenta di far ragionare prima Tirreno, poi Adelaide e gli altri abitanti del palazzo; ma tutti, soggiogati dallo spettacolo, reagiscono come automi, ripetendo slogan commerciali. Durante la notte, Minnie lancia un appello alla luna chiedendo «silenzio e buio» per spezzare l'ipnosi collettiva.

#### Atto III
All'alba le insegne collassano a causa di un corto circuito: la terrazza resta immersa nell'oscurità e gli "automati" si fermano. Skagerrak accusa Minnie di aver sabotato l'impianto; la ragazza però dimostra che la deflagrazione è nata dall'eccesso stesso di luce. Tirreno, rinsavito, decide di seguirla «oltre il parapetto», verso un mondo da reinventare; Skagerrak rimane solo fra rovine di vetro e cartone, mentre la città si risveglia senza più immagini né suoni.

## Personaggi
Minnie
Giovane protagonista candida e visionaria, motore dell'azione.
Skagerrak
Inventore che ambisce a sfruttare le illusioni luminose della città.
Tirreno
Amico di Minnie, inizialmente complice di Skagerrak, poi pentito.
Adelaide
Confidente di Minnie; incarna la rassegnazione borghese.

## Critica
La commedia è descritta da Daniela Vitagliano come «favola grottesca» che denuncia l'artefatto della società moderna.
Secondo Germana Zappatore, Minnie anticipa figure femminili eccentriche e «fuori di chiave» nella scena italiana del primo Novecento.
Bontempelli, incoraggiato dallo stesso Pirandello, trasformò una propria novella del 1924 in un testo scenico sospeso fra magia e ironia, con una dimensione onirica oscillante tra incubo e gioco. L'opera è stata citata come una delle storie più originali sulla figura del robot della letteratura italiana.

## Adattamenti
Nel 1942 Riccardo Malipiero jr. trasse dal dramma un'opera in un atto, rappresentata il 22 novembre 1942 al Teatro Regio di Parma.

## Edizioni
- Minnie la candida (testo integrale), in Comoedia, 20 marzo 1928.
- Minnie la candida, Milano, Arnoldo Mondadori Editore, 1929.
- Luigi Lunari (a cura di), Minnie la candida, Milano, Oscar Mondadori, 1980.
- Minnie la candida, Macerata, Liberilibri, 2005, ISBN 9788885140752.